# برطباط
قرية برطباط هي إحدى القرى التابعة لمركز مغاغة بمحافظة المنيا في جمهورية مصر العربية. حسب إحصاءات سنة 2006، بلغ إجمالي السكان في برطباط 17587 نسمة، منهم 9038 رجلا و8549 امرأة.